# Leopoldina (Minas Gerais)
Leopoldina is een gemeente in de Braziliaanse deelstaat Minas Gerais. De gemeente telt 51.145 inwoners (schatting 2022).

## Naam
De gemeente is vernoemd naar Leopoldina van Brazilië, de tweede dochter van keizer Peter II.

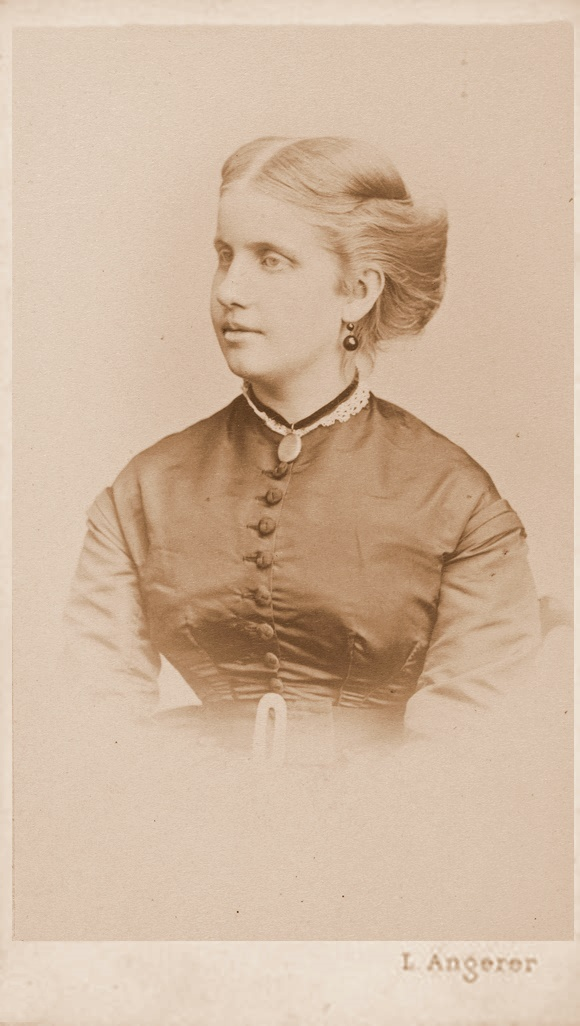
Prinses Leopoldina van Brazilië (1847-1871)

## Geografie

### Aangrenzende gemeenten
De gemeente grenst aan Além Paraíba, Argirita, Cataguases, Descoberto, Estrela Dalva, Itamarati de Minas, Laranjal, Pirapetinga, Recreio, Santo Antônio do Aventureiro, São João Nepomuceno en Volta Grande.

### Hydrografie
Door de plaats stroomt de beek Ribeirão Feijão Cru. De Córrego Pirapetinga en Pardo stromen ook in dit gebied.

## Religie
De plaats is zetel van het rooms-katholieke bisdom Leopoldina.

## Verkeer en vervoer
Leopoldina is via de hoofdweg BR-116 verbonden met Fortaleza in het noorden en met Jaguarão in het zuiden. De BR-120 is ook een noord-zuid verbinding. De BR-267 is een verbinding naar het westen.